# Cerococcus ornatus
Cerococcus ornatus är en insektsart som beskrevs av Green 1909. Cerococcus ornatus ingår i släktet Cerococcus och familjen Cerococcidae. Inga underarter finns listade i Catalogue of Life.